# Palais du Séminaire des Clercs
Le palais du Séminaire des Clercs (Palazzo del Seminario dei Chierici) est situé à Catane, sur le côté sud de la Piazza del Duomo, près de la cathédrale et en face du palais des Éléphants. Entre les deux bâtiments, au centre de la place se trouve la fontaine de l'éléphant.

## Description
Le palais a une structure très complexe et est relié à la cathédrale par une arche au-dessus de la Porte Uzeda.
Autrefois propriété de l'Église, quand il a été construit après le tremblement de terre dévastateur de 1693, il a été partiellement réalisé sur les fortifications de Charles V. L'Église, malgré l'interdiction expresse du Duc de Camastra, plénipotentiaire à la reconstruction de la ville, voulait s'assurer ainsi le contrôle des murs.
Le projet a été l'architecte Alonzo De Benedetto. Le projet est conçu en pierre de taille, la pierre blanche d'Ispica sur un emplâtre de sable volcanique noir. Sont particulièrement remarquables les grandes fenêtres de la façade et les balcons du premier étage.

## Source
- (it) Cet article est partiellement ou en totalité issu de l’article de Wikipédia en italien intitulé « Palazzo del Seminario dei Chierici » (voir la liste des auteurs).